# Departament V Wojsk Technicznych Ministerstwa Spraw Wojskowych
Departament V Wojsk Technicznych Ministerstwa Spraw Wojskowych – organ pracy Ministra Spraw Wojskowych właściwy w sprawach saperów, fortyfikacji, wojsk samochodowych, broni pancernych i łączności Wojska Polskiego.

## Historia departamentu
Departament V Wojsk Technicznych M.S.Wojsk. został zorganizowany 23 czerwca 1925 roku w wyniku połączenia dotychczasowego Departamentu V Inżynierii i Saperów z Departamentem VI Wojsk Technicznych. Zadania departamentu nie uległy poważniejszym zmianom. Ich zakres został jednak rozszerzony na kolejne bronie.
1 grudnia 1925 roku w stan likwidacji został postawiony Referat Zbiórki przy Departamencie V Wojsk Technicznych. Likwidacja miała być zakończona do dnia 15 czerwca 1926 roku.
19 maja 1927 roku Minister Spraw Wojskowych, marszałek Polski Józef Piłsudski zniósł numerację departamentów, a dla dotychczasowego Departamentu V ustalił nazwę „Departament Inżynierii”.

## Skład osobowy Departamentu V Wojsk Technicznych
- Wydział I Ogólny
- Wydział II Fortyfikacji
- Wydział III Saperów
- Wydział IV Wojsk Łączności
- Wydział V Wojsk Samochodowych
- Wydział Zaopatrzenia
- Samodzielny Referat Broni Pancernych[3]

Przy Departamencie funkcjonowała:
- Kadra Korpusu Oficerów Samochodowych,
- Kadra Oficerów Korpusu Saperów.

Szefowi departamentu podlegały następujące zakłady i instytucje wojskowe:
- Główny Zakład Inżynierii i Saperów → Centralny Zakład Zaopatrzenia Saperów → Instytut Badań Inżynierii (od 15 X 1927)

## Obsada personalna Departamentu
- szef departamentu - płk inż. Marian Przybylski
- zastępca szefa departamentu - płk sap. inż. Wacław Abramowski (od 30 X 1925)
- inspektor saperów - płk sap. Zygmunt Nawratil (do 16 II 1926 → szef Wojsk Technicznych OK X)
- płk sap. inż. Stanisław Stawiński (do 6 V 1926 → p.o. szefa Wojsk Technicznych OK IV)
- płk sam. Henryk Buczyński (do 5 VI 1926 → przewodniczący Centralnej Komisji Odbiorczej Wojsk Samochodowych)
- referent Wydziału Ogólnego - kpt. sap. Józef Hempel (od 30 X 1925)
- referent Wydziału Ogólnego - kpt. sap. Jan Czekalski (od 9 XII 1925)
- kierownik referatu Wydziału Fortyfikacji - mjr sap. inż. Wacław Głogowski (od 27 XI 1925)
- szef Wydziału Saperów - płk sap. Franciszek Wolf (od 30 X 1925)
- szef Wydziału Saperów - ppłk sap. Stefan Dąbrowski (od 25 X 1926)
- zastępca szefa Wydziału Saperów - płk sap. kolej. Alfred Spett (od 11 III 1926)
- referent Wydziału Wojsk Samochodowych - kpt. sam. Stanisław Chróścielewski (od 14 XII 1925)
- kierownik referatu Wydziału Zaopatrzenia - mjr sap. inż. Józef Ojrzyński (od 27 III 1925)
- referent Wydziału Zaopatrzenia - por. sap. Kazimierz Marian Łukasiewicz (od 20 XI 1925)

- ppłk sap. Stanisław Langner (od 31 XII 1925[4])
- referent - mjr sap. Bolesław Siwiec (od 1 X 1925)
- referent - kpt. sap. Jerzy Biały (27 XI 1925 - † 14 V 1926[5])
- referent - kpt. sap. Tadeusz Teodor Henryk Kozłowski (od 16 XII 1925)
- referent - kpt. sap. Ryszard Włodzimierz Zyms (od 11 III 1926)
- kpt. sap. Mieczysław Szleszyński (do 11 III 1926)
- referent - kpt. sap. kolej. Feliks Jursz (od 1 I 1926)
- kierownik kreślarni - por. sap. kolej. Kazimierz Krajowski-Kukiel (od 1 I 1926)

- referent - kpt. sap. kolej. Stefan Cyrjak Okoniewski (od 1 XII 1925[6])
- referent - kpt. sap. kolej. inż. Stanisław Korlakowski (od 9 VIII 1926)
- referent - kpt. adm. Piotr Tkaczyk (od 20 XI 1925)
- kpt. łącz. Mieczysław Mickaniewski (od 4 XII 1925)
- kpt. łącz. Fryderyk Kazimierz Schoen (od 15 VIII 1926)
- por. łącz. Władysław II Gaweł (do 15 VIII 1926)
- referent czołgów – kpt. piech. Tadeusz Adam Majewski (od XI 1925)